# John Rodker

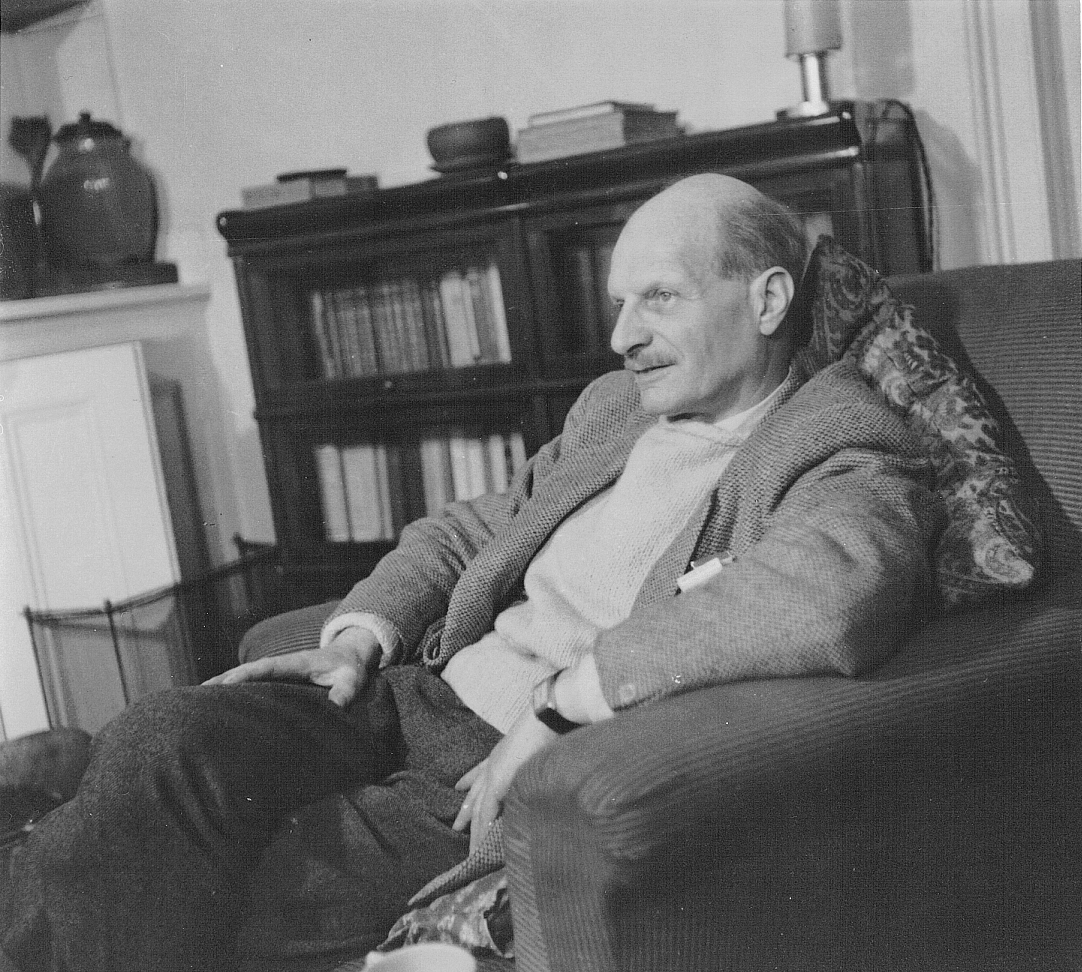
John Rodker

John Rodker (* 18. Dezember 1894 in Manchester; † 6. Oktober 1955) war ein englischer Schriftsteller und Verleger.

## Leben vor dem Ersten Weltkrieg
John Rodker wurde in Manchester geboren, er wuchs aber in London auf und wird zur Gruppe der Whitechapel Boys gerechnet und traf dort auf Isaac Rosenberg, Samuel Weinstein und Joseph Lefkowitz. Gedichte Rodkers erschienen vor 1914 unter anderem in der Zeitschrift The New Age.

## Erster Weltkrieg
Rodker verweigerte aus Gewissensgründen den Kriegsdienst im Ersten Weltkrieg. Der Dichter R. C. Trevelyan versteckte ihn deshalb vor den Behörden. Im April 1917 wurde Rodker verhaftet und in das Arbeitslager Princetown im ehemaligen Dartmoor Gefängnis eingewiesen.

## Tätigkeit als Verleger
1919 gründete John Rodker Ovid Press. In der Ovid Press erschienen Werke von T.S. Eliot und Ezra Pound. Pounds Erstausgabe von Hugh Selwyn Mauberley erschien bei Ovid Press. Rodker verlegte auch Sammlungen mit Drucken von Wyndham Lewis, Henri Gaudier-Brzeska und Edward Wadsworth. Der Verlag schloss nach einem Jahr.
John Rodker lebte danach in Paris, arbeitete an einer zweiten Ausgabe von James Joyces Ulysses und Übersetzungen von Joyce ins Französische. Er gründete die Casanova Society zur Herausgabe besonderer Buchausgaben. Unter dem Verlagsnamen J.Rodker verlegte er okkultistische Schriften, bis er 1932 im Zuge der Wirtschaftskrise bankrottging.
Nach diesem Bankrott übersetzte er französische Literatur und arbeitete für Preslit das Auslandsliteraturmagazin der Sowjetunion. 1937 zum hundertsten Todestag von Alexander Pushkin gründete er Pushkin Press und verlegte die englische Übersetzung Eugene Onegins von Oliver Elton.
Mit Anna Freud begann 1938 er, in der von ihm gegründeten Imago Publishing Company die Werke Sigmund Freuds herauszugeben. Die Werkausgabe wurde 1952 beendet. Imago wurde 1961 aufgelöst.

## Privatleben
Im Mai 1918 heiratete John Rodker die Schriftstellerin Mary Butts. Das Paar bekam 1920 eine Tochter Camilla. In seiner zweiten Ehe war er mit der Malerin Barbara McKenzie-Smith verheiratet und sie hatten einen gemeinsamen Sohn John Paul. In einer dritten Ehe war John Rodker mit Marianne Rais verheiratet.